# Critérium National de la Route 1968
Il Critérium National de la Route 1968, trentasettesima edizione della corsa, si svolse il 24 marzo su un percorso di 223 km. Fu vinto dal francese Raymond Poulidor della Mercier-BP-Hutchinson davanti al francese Jean Jourden e al francese Roger Pingeon.

## Ordine d'arrivo (Top 10)
| Pos. | Corridore              | Squadra                   | Tempo    |
| ---- | ---------------------- | ------------------------- | -------- |
| 1    | Raymond Poulidor       | Mercier-BP-Hutchinson     | 6h45'03" |
| 2    | Jean Jourden           | Frimatic-Viva-de Gribaldy | a 2"     |
| 3    | Roger Pingeon          | Peugeot-BP-Michelin       | a 1'31"  |
| 4    | Gilbert Bellone        | Mercier-BP-Hutchinson     | a 4'36"  |
| 5    | Maurice Izier          | Frimatic-Viva-de Gribaldy | a 4'37"  |
| 6    | Jean-Claude Theilliere | Bic                       | s.t.     |
| 7    | Charly Grosskost       | Bic                       | s.t.     |
| 8    | Raymond Delisle        | Peugeot-BP-Michelin       | a 4'49"  |
| 9    | Lucien Aimar           | Bic                       | s.t.     |
| 10   | Jean-Louis Bodin       | Frimatic-Viva-de Gribaldy | a 5'41"  |